# Ricardo Alfonsín
Ricardo Luis Alfonsín Barreneche (Chascomús, 2 de noviembre de 1951) es un abogado, maestro y político argentino perteneciente a la Unión Cívica Radical. Entre agosto de 2020 y diciembre de 2023 ejerció como embajador argentino en España. Simultáneamente, ejerció como embajador argentino en Andorra desde febrero de 2021 hasta diciembre de 2023. En ambas ocasiones fue designado por el presidente Alberto Fernández.
Antes se desempeñó como diputado nacional por la provincia de Buenos Aires por el período 2009-2017. En las elecciones de 2011 fue candidato a presidente de la Nación por la alianza Unión para el Desarrollo Social, que integraba la UCR.
Es hijo del expresidente de la Nación Raúl Alfonsín.

## Biografía

### Comienzos
Nació en Chascomús el 2 de noviembre de 1951, siendo el tercero de los seis hijos de Raúl Ricardo Alfonsín y María Lorenza Barreneche. Se recibió de maestro en la Escuela Normal de Chascomús, y de abogado en la Universidad de Buenos Aires.
Durante la dictadura militar (1976 - 1983) fue profesor de Educación Cívica en colegios secundarios, y fue también vendedor de mechas para tornos industriales.
Está casado con Cecilia Plorutti, con quien tuvo cinco hijos: Lucía, Martín, Marcos, Ricardo y Amparo. El segundo nació en junio de 1986 pero falleció un mes más tarde, y la última falleció en un accidente escolar en septiembre de 2004 a la edad de 15 años, lo que alejó a Ricardo Alfonsín un tiempo de la vida política.

### Ingreso a la política
Su ingreso a la política fue tardío; recién en 1993 obtuvo su primer cargo partidario, como Convencional Nacional de la UCR.
En 1999 fue elegido diputado de la provincia de Buenos Aires, cargo que ocupó hasta el 2003. En 2001 se enfrentó a Federico Storani por la presidencia del Comité provincia de Buenos Aires.
Luego de finalizado su período como diputado, volvió al trabajo en el estudio de abogados y ocupó la Secretaría de Relaciones Internacionales de la Unión Cívica Radical. En 2007 se presentó a candidato a gobernador de la mencionada provincia, compartiendo fórmula con Luis Brandoni, obteniendo el cuarto lugar con el 5,06 % de los votos.
La muerte de su padre en 2009 significó un importantísimo espaldarazo para su imagen pública y su carrera, al punto de que pasó de ser relativamente desconocido por la enorme mayoría de la población a ser referente del radicalismo en pocos meses.

### Diputado nacional por Buenos Aires
Para las elecciones legislativas de 2009 fue segundo candidato a diputado nacional por la Provincia de Buenos Aires, en la lista del Acuerdo Cívico y Social que encabezaba Margarita Stolbizer, obteniendo el 21,48 % de los votos y logró una banca en el Congreso. Asumió el 10 de diciembre de 2009. Fue elegido por sus compañeros de bancada y después por el resto de sus pares, como vicepresidente primero de la Cámara de Diputados de la Nación.
El 6 de junio de 2010, se celebró la interna de la Unión Cívica Radical de la Provincia de Buenos Aires para elegir las autoridades partidarias. En ella, Ricardo Alfonsín, candidato a primer convencional al Comité Nacional, secundado por Juan Manuel Casella ganó con su lista 27 superando a la lista 15 avalada por el vicepresidente de la Nación Julio Cobos, por Leopoldo Moreau, y por Federico Storani. Para presidente del Comité de la Provincia de Buenos Aires, es electo Miguel Bazze, por la lista 27 de Alfonsín.
En agosto de 2010 lanzó una nueva agrupación interna de la Unión Cívica Radical, el Movimiento de Renovación Nacional (MO.RE.NA). En octubre de 2010 tras una reunión con Hermes Binner declaró que el socialismo es un partido con el que comparte 99,9 % de la doctrina.
Para las elecciones legislativas de 2013 forma parte del Frente Progresista, Cívico y Social, secundando la lista de diputados nacionales, encabezada por Margarita Stolbizer. En las primarias obtuvo el tercer lugar con un 11,10 % de los votos, por debajo de Martín Insaurralde (29,60 %) y Sergio Massa (35,10 %).

### Candidatura presidencial de 2011
El 3 de diciembre de 2010 lanzó su candidatura a la Presidencia de la Nación Argentina por la UCR, en un acto celebrado en la ciudad de Buenos Aires ante alrededor de 30.000 personas presentes.

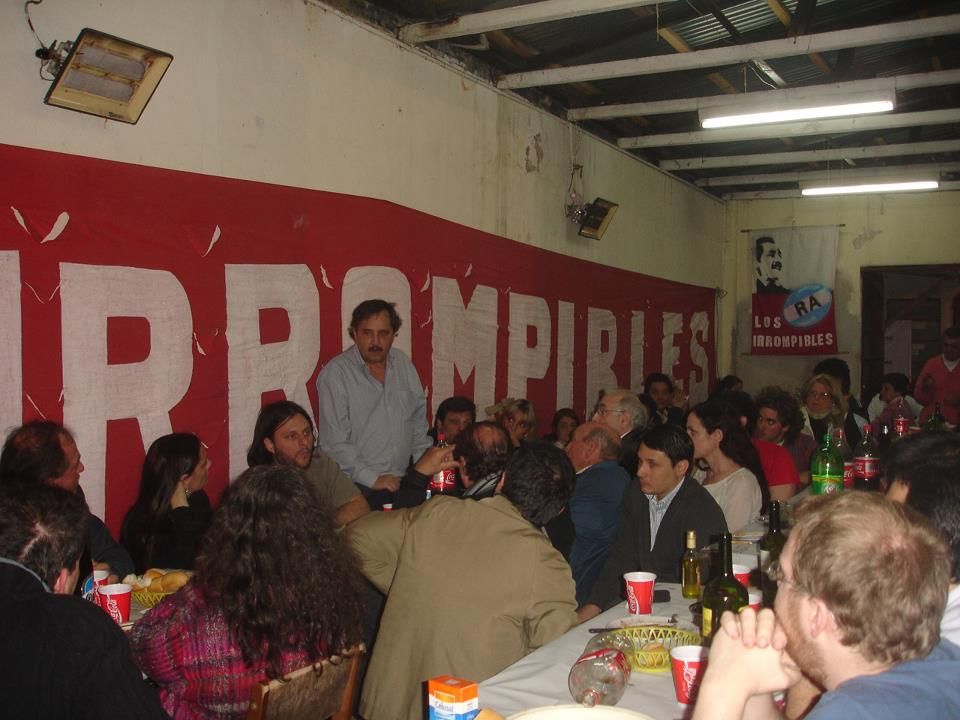
Alfonsín en campaña (2011)

En junio de 2011, Ricardo Alfonsín anunció que su compañero de fórmula para las elecciones presidenciales de octubre sería el reconocido economista de orientación socioliberal Javier González Fraga, y su candidato a gobernador de la Provincia de Buenos Aires el dirigente justicialista opositor Francisco De Narváez, quien derrotara al kirchnerismo en las elecciones legislativas de 2009. Esta decisión resultó un viraje en su en la campaña electoral, ya que originalmente había negado que De Narváez fuera a formar parte de un frente amplio. Parte del radicalismo criticó que buscara esta alianza, conociendo el origen de De Narváez, y que Alfonsín sostuviera además que "el radicalismo es más progresista que el peronismo".
El 14 de agosto de 2011 se llevaron a cabo las elecciones primarias, en las cuales Alfonsín era el único candidato de su alianza y consiguió un 11,65 % de los votos totales, lo que le permitió acceder a las elecciones presidenciales. Las elecciones presidenciales del 23 de octubre de 2011 dejaron a Alfonsín en el tercer puesto, detrás de santafesino Hermes Binner, del FAP, con el 11,14 % de los votos y la ganadora de las elecciones, Cristina Fernández de Kirchner, del Frente Para la Victoria.

### Presidente de Comité Provincial UCR de Buenos Aires (2014-2016)
El 8 de septiembre de 2014, la lista 27 de Ricardo Alfonsín ganó en elecciones internas la conducción del radicalismo bonaerense tras triunfar contra la lista 2015 de Daniel Salvador 59,01 % a 40,99 % (Salvador ya había ocupado la presidencia del Comité provincial UCR 2008-2010). Tras el triunfo Alfonsín anunció que resistiría el acuerdo con el PRO ya que quería mantener el Frente Amplio UNEN. Entre 2014 y 2016 lo acompañaron en el Comité: Héctor Luis Baldo como vicepresidente, Ricardo Sánchez como secretario general y Graciela San Martín como tesorera.
En la convención radical del 14 de marzo de 2015 de Gualeguaychú (Entre Ríos), Sanz y Cobos expusieron sus propuestas: Cobos proponía un frente de partidos de centroizquierda, mientras que Sanz propuso que la Unión Cívica Radical liderase una amplia coalición opositora [cita requerida]al kirchnerismo para las elecciones presidenciales del 25 de octubre, que incluya a la Coalición Cívica que lidera Elisa Carrió y a Propuesta Republicana (PRO). Cobos, apoyado por Morales y el diputado Alfonsín, obtuvo 114 votos, mientras que la postura sostenida por quienes respaldaron a Sanz, alcanzó los 186 votos. Finalmente, tras doce horas de discusión, a la madrugada del 15 de marzo se aprobó la coalición electoral con el PRO y la Coalición Cívica ARI.
El 21 de noviembre de 2016 Alfonsín fue reemplazado al frente del Comité provincial por Daniel Salvador, quien había sido elegido el año anterior como vicegobernador de la provincia de Buenos Aires acompañando a María Eugenia Vidal del PRO.

### Embajador en España
En febrero de 2020, el presidente Alberto Fernández lo designó como embajador argentino en España. En agosto de ese año fue confirmado en el cargo mediante el decreto 709/2020 publicado en el Boletín Oficial. El nuevo embajador atribuyó la aceptación del cargo a la necesidad de "defender la imagen de apertura y diálogo del presidente Fernández", aunque sus seguidores quedaron bastante desconcertados por esta designación.
El 7 de diciembre de 2023 se despidió como embajador en España y agradeció a quienes lo acompañaron.

### Desafiliación de la UCR
El 29 de agosto de 2024, Ricardo Alfonsín se desafilia de la Unión Cívica Radical y se acerca al Partido FORJA para hacer al mismo tiempo una alianza progresista con Movimiento Libres del Sur. El 29 de noviembre, Ricardo Alfonsín junto a Gustavo Fernando López (Partido FORJA) y Silvia Saravia (Libres del Sur) presentan el Frente Amplio por la Democracia el cual llevará a Alfonsín como primer candidato a diputado nacional por la provincia de Buenos Aires.

## Historia Electoral
|  | 53,6 % |

|  | 46,4 % |

### Elecciones presidenciales de Argentina de 2011
| Fórmula                        | Fórmula               | Partido o alianza     | Partido o alianza                         | Votos      | %     |
| Presidente                     | Vicepresidente        | Partido o alianza     | Partido o alianza                         | Votos      | %     |
| ------------------------------ | --------------------- | --------------------- | ----------------------------------------- | ---------- | ----- |
| Cristina Fernández de Kirchner | Amado Boudou          |                       | Frente para la Victoria                   | 11.865.055 | 54,11 |
| Hermes Binner                  | Norma Morandini       |                       | Frente Amplio Progresista                 | 3.684.970  | 16,81 |
| Ricardo Alfonsín               | Javier González Fraga |                       | Unión para el Desarrollo Social           | 2.443.016  | 11,14 |
| Alberto Rodríguez Saá          | José María Vernet     |                       | Compromiso Federal                        | 1.745.354  | 7,96  |
| Eduardo Duhalde                | Mario Das Neves       |                       | Frente Popular                            | 1.285.830  | 5,86  |
| Jorge Altamira                 | Christian Castillo    |                       | Frente de Izquierda y de los Trabajadores | 503.372    | 2,30  |
| Elisa Carrió                   | Adrián Pérez          |                       | Coalición Cívica ARI                      | 399.685    | 1,82  |
| Votos positivos                | Votos positivos       | Votos positivos       | Votos positivos                           | 21.927.282 | 95,52 |
| Votos en blanco                | Votos en blanco       | Votos en blanco       | Votos en blanco                           | 803.362    | 3,50  |
| Votos anulados                 | Votos anulados        | Votos anulados        | Votos anulados                            | 225.741    | 0,98  |
| Participación                  | Participación         | Participación         | Participación                             | 22.956.385 | 79,39 |
| Abstenciones                   | Abstenciones          | Abstenciones          | Abstenciones                              | 5.959.798  | 20,61 |
| Electores registrados          | Electores registrados | Electores registrados | Electores registrados                     | 28.916.183 | 100   |
| Fuentes:                       |                       |                       |                                           |            |       |

|  | 59,01 % |

|  | 40,99 % |